# Frasier Crane
Frasier Crane er en fiktiv psykiater fra amerikansk tv, der debuterede i 1984 på komedieserien Sams Bar og senere fik sin helt egen komedieserie, Frasier, i 1993. Frasier er gennem hele perioden spillet af Kelsey Grammer.

## Frasier Crane i Sams Bar
Frasier Crane debuterer i Sams Bar i 1984, da Diana henter ham ind for at hjælpe Sam Malone med et alkoholmisbrug efter hans brud med Diana, da han er psykolog. Frasier viser sig at være Dianas nye kærlighed, men da Diana forlader Frasier for igen at finde sammen med Sam, bliver Frasier en bitter figur i det meste af serien. Han har dog altid gode råd til de deprimerede gæster, men bliver tit udsat for grove tricks af de andre. Han møder Lillith Sternin og gifter sig med hende, og får sønnen Frederick. I slutningen af serien bliver de dog skilt, og Lillith får forældremyndigheden, hvilket knuser Frasier.

## Frasier Crane i Frasier
Frasier flytter tilbage til Seattle, hvor han oprindeligt kom fra. Han kæmper i starten med nederlaget efter skilsmissen fra hans kone, men kommer ovenpå igen med sit helt eget radioprogram på KACL, hvor han giver gode råd. Snart flytter hans far, Martin Crane, og hans hund Eddie dog ind, og det irriterer i starten Frasier, da han aldrig har haft et godt forhold til sin far. Frasier hyrer en hjemmehjælper, Daphne Moon, til at hjælpe hans handicappede far, og hende forelsker Frasiers bror, Niles Crane, sig straks i. Frasier går ud med adskillige kvinder gennem serien, men da serien slutter i 2004 er han stadig single.